# Governador-geral de Barbados
O cargo de governador-geral de Barbados era ocupado pelo representante do monarca dos Barbados, ao qual cabia exercer o poder executivo supremo na Comunidade das Nações. A única monarca de Barbados foi a Rainha Isabel II, e a última governadora-geral foi Sandra Mason.

## Lista de governadores gerais de Barbados
Em 30 de novembro de 1966, Barbados conquistou a independência do Reino Unido, e em 30 de novembro de 2021, tornou-se uma República.
| Nº | Governador(a)-geral | Governador(a)-geral   | Mandato | Mandato | Monarca      |
| Nº | Governador(a)-geral | Governador(a)-geral   | Início  | Fim     | Monarca      |
| -- | ------------------- | --------------------- | ------- | ------- | ------------ |
| 1  |                     | John Montague Stow    | 1966    | 1967    | Elizabeth II |
| 2  |                     | Arleigh Winston Scott | 1967    | 1976    | Elizabeth II |
| —  |                     | William Douglas       | 1976    | 1976    | Elizabeth II |
| 3  |                     | Deighton Lisle Ward   | 1976    | 1984    | Elizabeth II |
| —  |                     | William Douglas       | 1984    | 1984    | Elizabeth II |
| 4  |                     | Hugh Springer         | 1984    | 1990    | Elizabeth II |
| 5  |                     | Nita Barrow           | 1990    | 1995    | Elizabeth II |
| —  |                     | Denys Williams        | 1995    | 1996    | Elizabeth II |
| 6  |                     | Clifford Husbands     | 1996    | 2011    | Elizabeth II |
| —  |                     | Elliot Belgrave       | 2011    | 2012    | Elizabeth II |
| —  |                     | Sandra Mason          | 2012    | 2012    | Elizabeth II |
| 7  |                     | Elliot Belgrave       | 2012    | 2017    | Elizabeth II |
| —  |                     | Philip Greaves        | 2017    | 2018    | Elizabeth II |
| 8  |                     | Sandra Mason          | 2018    | 2021    | Elizabeth II |